# Живая библиотека

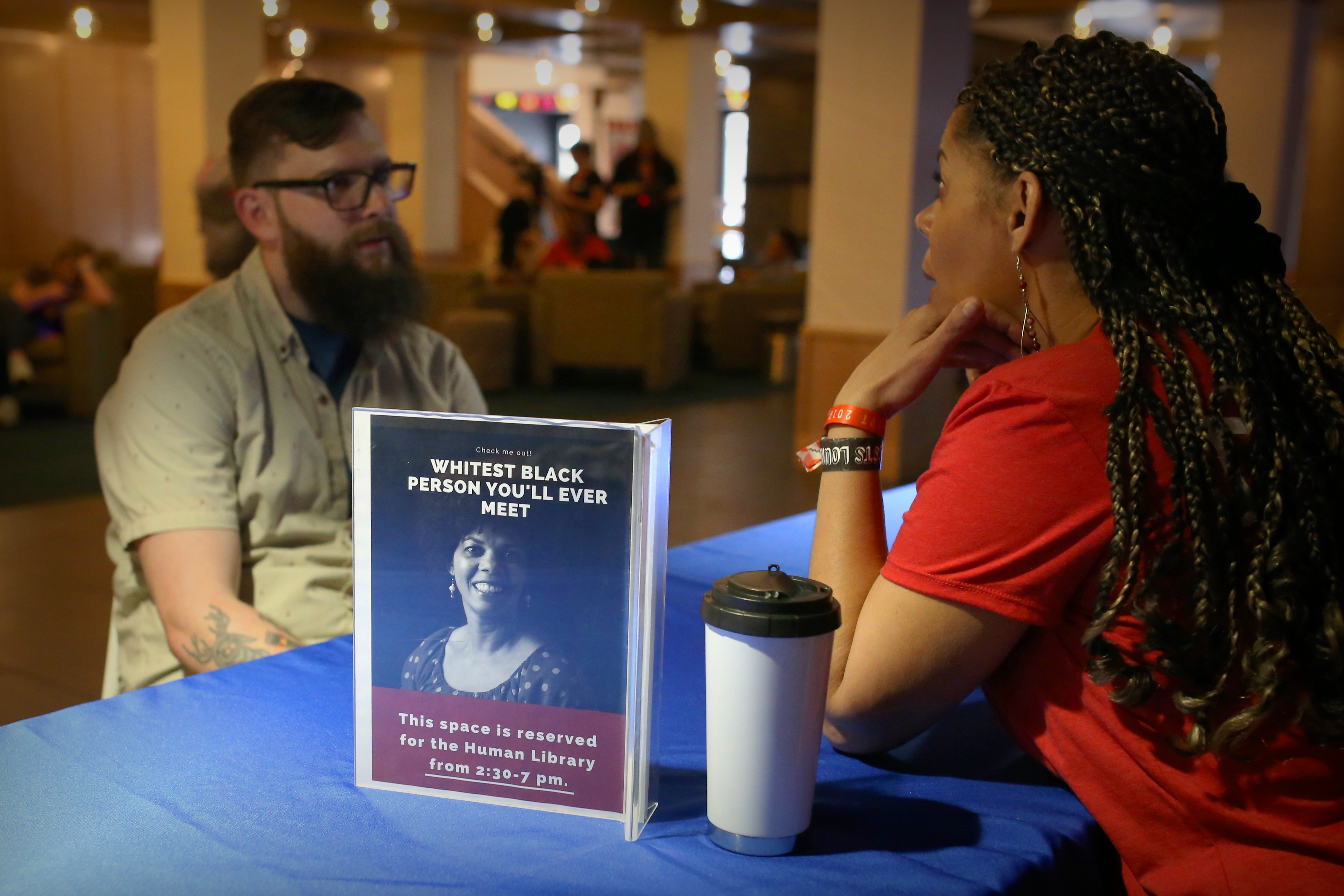

Проект «Живая библиотека» — это инновационный, концептуально новый способ борьбы с предрассудками и стереотипами, социально-ролевая игра. Главная мысль «живой библиотеки», состоит в том, что роль традиционных носителей информации выполняют непосредственно люди. Основная идея «живой библиотеки» и ее же принципиальное отличие от классической библиотеки заключается в том, что здесь книги как основной элемент библиотеки, сделаны не из бумаги. Роль книг выполняют живые люди, которые говорят сами за себя. Рассказы о собственном опыте и случаи из жизни, в которых «люди книги» сталкивались с наиболее распространенными стигмами, формами сегрегации и предубеждениями, которые повлияли на их жизнь — основной инструмент живой библиотеки.
Организация «Человеческие библиотеки» действует более чем в 80 странах где есть несколько постоянных человеческих библиотек, но большинство из них происходит в виде мероприятий.
Основной лозунг «живой библиотеки»:
Не судите по обложке!

## История возникновения

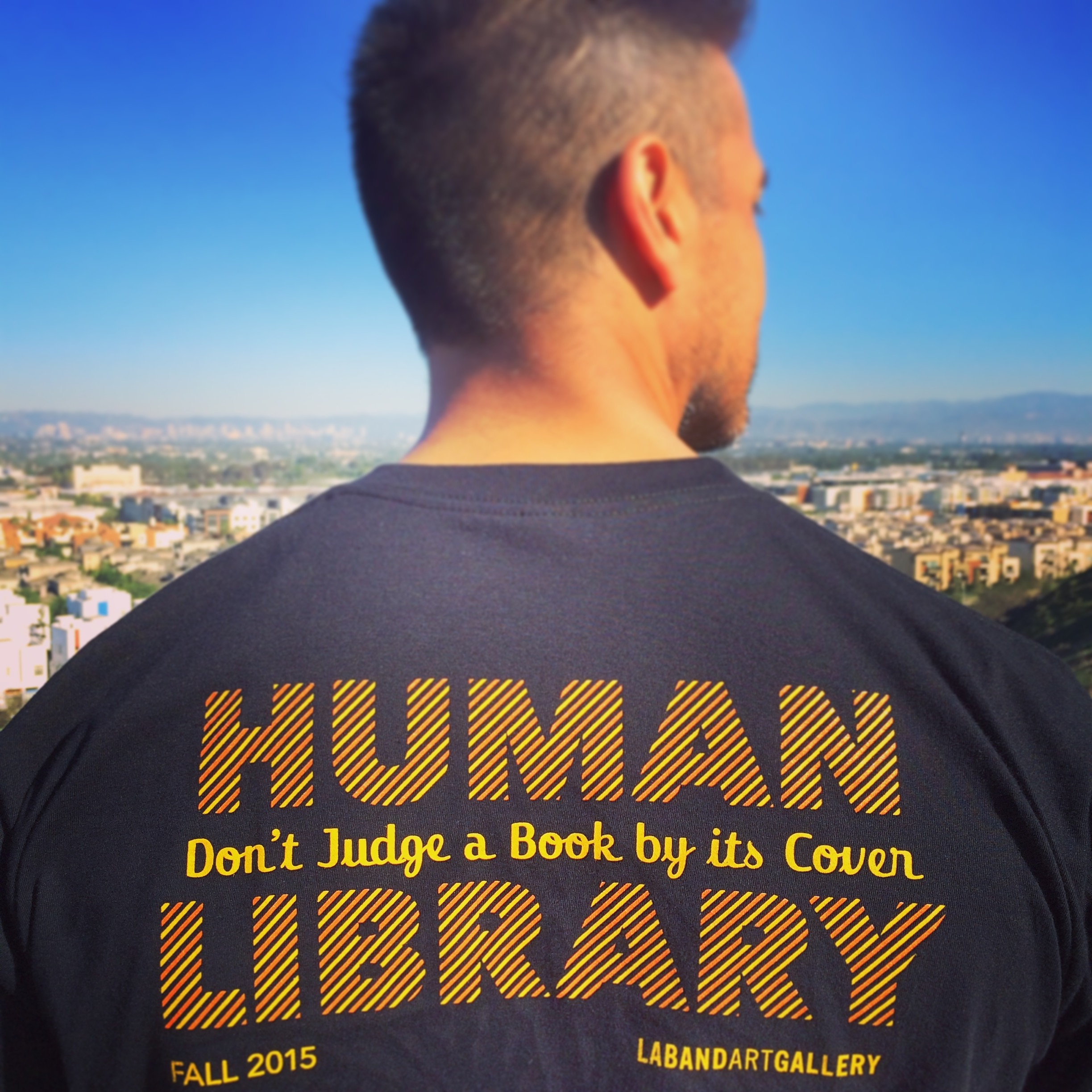

Идея живой библиотеки связана с молодежной неправительственной инициативой «Останови насилие» («Stop the Violence»), Дания . Ее членами были молодые люди в возрасте от 12 до 18 лет. Максимальная численность их членов достигло 7000 человек. Молодежная организация прекратила свою деятельность в 2001 году после празднования 8-летнего юбилея.
Цель инициативы — участие молодежи в активном предотвращении насилия и общественным предубеждением, преодоление расистских проявлений.
Идея «живой книги» впервые была реализована в 2000 году на музыкальном фестивале в датском городе Роскилле. Концепция живой библиотеки развивалась в течение нескольких лет во время проведения других музыкальных фестивалей. Она получила поощрение и поддержку в рамках программы «Молодежь за права человек и социальную справедливость», которая финансируется Советом Европы. На первых порах такое действо рассматривалось как типичная «маленькое событие в рамках большого события». Однако, постепенно многочисленные организации в Европе и за ее пределами оценили и адаптировали возможности и перспективы концепции живой библиотеки. Таким образом, «живые книги» начали говорить на музыкальных фестивалях, книжных ярмарках, в школах, во время различных молодежных активностей и все больше в классических библиотеках. В последние годы практика «живых библиотек» нашла свое распространение в Сербии.
В рамках акций такого формата «книгами» есть конкретные люди, в отношении которых общество имеет определенные устойчивые предубеждения и даже стереотипы. Обычно в этой роли выступают представители религиозных или этнических общностей (мусульмане, цыгане и т. др.), Сексуальных меньшинств (геи, лесбиянки, бисексуалы, трансгендеры), люди с ограниченными возможностями различных категорий, бывшие осужденные, люди, живущие закрытыми группами (например, беженцы), бывшие военнопленные или заложники, сторонники непопулярных и нетрадиционных идей (например, вегетарианцы, анархисты и т. д.).
Живая библиотека создает уникальную возможность для получения информации из первых уст, организовать эффективный диалог, а дальше сформировать объективное собственное мнение, избавиться незрелых и поверхностных суждений, оценок и стереотипов, затрудняющих отношения между людьми.
Первая постоянная живая библиотека была создана в Лисморе, Австралия, в 2006 году.
К 2019 году у проекта появились партнеры в более чем 70 странах мира.

## Цели и необходимые условия
Живая библиотека позволяет напрямую общаться людям, которые по разным причинам имеют мало возможностей для индивидуального общения. Этот общий подход возможности для его использования в различных предметных контекстах. Живая библиотека предлагает способ удобного и комфортного ангажирование людей разных взглядов, социальных групп и статусов в личной и никем (ничем) не опосредованное беседы. Прежде всего это касается подростков и молодежи для преодоления боязни контакта с людьми, которые относятся к статистическим меньшинств в обществе. Таким образом, открытое общение с разными людьми в комфортном формате формирует коллективное сознание толерантности, способствует распространению антирасистских идей в обществе, разрушает психологию сегрегации отдельных общественных подгрупп. В зависимости от конкретных целей и задач, которые ставят перед собой организаторы «живых библиотек», существует множество учебных полей, которые могут покрываться ними. Прагматическая цель «живых библиотек» — приобретение людьми социальных навыков в общении с «чужими», сокращение дистанции между людьми на пути к их пониманию.
Живая библиотека требует защищенного пространства, которое позволяет беспрепятственно общаться читателю с «живой книгой». Обязательное условие таких коммуникаций — взаимное уважение. Обеспечение комфортного и толерантного пространства является ответственным заданием библиотекарей и других организаторов «живой библиотеки».

## Опыт «живых библиотек» в России
Первый опыт для России состоялся 5-6 ноября 2011 в Москве в Российской государственной библиотеке для молодежи.
В 2018 участники программы «Учитель для России» Юлия Ефремова, Анна Цыганова и Сергей Ежов провели «Живую библиотеку» в поселке Сосновка в Тамбовской области.
Проект «Живая библиотека» в Москве проходит в Центральной Универсальной научной библиотеке им. Н. А. Некрасова. В летней читальне Некрасовки в Саду Баумана проходили «Живая библиотека» — диалог-лекторий с участием беженцев из Сирии, Афганистана, Йемена и Камеруна, которые выступали в качестве «книг» и рассказывали свои истории «читателям». Также в рамках проекта «Завтра» подростки читали Книги о профессиях.

## Опыт «живых библиотек» в Нидерландах
В Нидерландах существуют два фонда, которые организуют живые библиотеки:
- организация «Mensenbieb» организует мероприятия в разных местах с 2005 года[8] . С тех пор они организовали более двухсот живых библиотечных мероприятий[9] .
- с 2014 года активно работает «Human Library NL».

Последний организует события в соответствии с оригинальной концепции со строгими стандартами качества, например, с дополнительной вниманием к безопасности. Начиная с 2014 года по всей территории Нидерландов происходили события, организованные Human Library NL . 29 и 30 апреля 2016 г. в Публичной библиотеке Амстердама в форме «Фестиваля живых книг» была отмечена десятая годовщина живой библиотеки в Нидерландах.

## Награды
- Премия профсоюзов в области культуры работников 2017
- Премия Датского диалога 2017
- Датская премия UNITY 2017 (Fællesskabsprisen)
- Почетная награда датских национальных библиотечных ассоциаций 2010 г. (Doessing Prisen)

## ссылка
- живая библиотека Архивная копия от 20 мая 2018 на Wayback Machine
- «Живая библиотека»: не-книжные истории из первых уст Архивная копия от 23 января 2022 на Wayback Machine
- Образование цыганских детей. Архивная копия от 27 января 2020 на Wayback Machine Что такое «живая библиотека»? Архивная копия от 27 января 2020 на Wayback Machine
- СОВРЕМЕННАЯ БИБЛИОТЕКА Архивная копия от 15 мая 2021 на Wayback Machine
- «Живая библиотека»: истории пяти людей с необычными судьбами Архивная копия от 5 марта 2021 на Wayback Machine